# Ave Maria (valsa)
Ave Maria é uma valsa lenta composta pelo paulista Erotides de Campos.
A valsa foi composta em 1924, quando o compositor estava residindo em Pirassununga. Na sua divulgação, Erotides de Campos usou parte de seu nome completo que ele não utilizava correntemente (Erotides Jonas de Campos Neves) como pseudônimo: Jonas Neves. Essa sua decisão tornou-se mais tarde um problema, pois a Sociedade Brasileira de Autores Teatrais, não reconhecendo Jonas Neves como pseudônimo de Erotides de Campos, reteve os direitos autorais sobre a composição, só corrigindo o equívoco em 1985, permitindo, então, que sua viúva recebesse esses direitos.
Ave Maria é um dos maiores clássicos da Música Popular Brasileira.

## Andamento
A composição, uma valsa lenta (ou valsa-serenata, conforme consta na partitura) tem sua primeira parte toda escrita (e tocada) em eneassílabos com ritmo de trímetro anapéstico:

Cai a tarde tristonha e serena

Em macio e suave langor

Despertando no meu coração

A saudade do primeiro amor

Um gemido se esvai lá no espaço

Nesta hora de lenta agonia

Quando o sino saudoso murmura

Badaladas da Ave Maria.
A composição poética muda na segunda e na terceira partes, mantendo o ritmo de valsa lenta, chorosa.

## Interpretações
Ave Maria, criada em 1924, foi interpretada em 1926 por Pedro Celestino. 
Nos anos que se seguiram, a composição foi difundida por todo o Brasil, caindo no gosto do povo, que a cantava, e sendo interpretada (em voz ou instrumental) por:

### Cantada
Augusto Calheiros (1939 e 1947);
Alvarenga e Ranchinho (1941);
Francisco Alves (1947);
Silvio Caldas;
Carlos Galhardo (1960);
Roberto Silva (1961);
Nenete e Dorinho (1961);
Albertinho Fortuna (1962);
Francisco Petrônio
Agnaldo Rayol
Inezita Barroso;
Caco Piccoli

### Instrumental
Arthur Moreira Lima (piano)
Priscila Rato e André Mehmari (violino e piano)